# Румунска црква Свете Тројице у Делиблату
Црква Свете Тројице у Делиблату је румунска православна црква која је изграђена 1927. године. Представља једну од најлепших цркви Румунске православне цркве у јужном Банату.

## Опште информације
Црква припада епархији Дакија Феликс, њена градња започета је 1925. године, а црква је завршена 1927. године. Посвећена је Светом Тројству.
Специфичне је архитектуре, а јединствена по томе што су у њој осликани  румунски патријарх Јустин и српски Герман, који су предводили ове две цркве у време када је храм грађен, што говори о културној и историјској блискости српског и румунског народа у Јужном Банату.
Поред њих осликане су и велике румунске војводе Михаил, Стефан, Мирчеа (предводио хришћане у бици на Ровинама у којој је погинуо Марко Краљевић) и Влад Цепеш (познатији као гроф Дракула).